# دين غيير
دين غيير (بالإنجليزية: Dean Geyer)‏ هو كاتب أغاني ومغني وممثل أسترالي وجنوب أفريقي، ولد في 20 مارس 1986 في جنوب أفريقيا.

## وصلات خارجية
- دين غيير على موقع IMDb (الإنجليزية)
- دين غيير على موقع روتن توميتوز (الإنجليزية)
- دين غيير على موقع ألو سيني (الفرنسية)
- دين غيير على موقع أول موفي (الإنجليزية)
- دين غيير على موقع قاعدة بيانات الفيلم (الإنجليزية)
- دين غيير على موقع كينوبويسك (الروسية)